# Puy-de-Serre
Puy-de-Serre ist eine französische Gemeinde im Département Vendée in der Region Pays de la Loire. Sie gehört zum Arrondissement Fontenay-le-Comte und zum Kanton Fontenay-le-Comte (bis 2015: Kanton Saint-Hilaire-des-Loges). Sie hat 318 Einwohner (Stand: 1. Januar 2022), die Puydesseriens genannt werden.

## Geografie
Puy-de-Serre liegt etwa 14 Kilometer nordöstlich von Fontenay-le-Comte und wird vom Fluss Vendée im Nordosten begrenzt.
Umgeben wird Puy-de-Serre von den Nachbargemeinden Saint-Maurice-des-Noues im Norden und Nordwesten, Saint-Hilaire-de-Voust im Norden und Nordosten, Marillet im Osten, Faymoreau im Osten und Südosten, Foussais-Payré im Süden, Mervent im Südwesten sowie Vouvant im Westen.

## Bevölkerungsentwicklung
| Jahr                      | 1962 | 1968 | 1975 | 1982 | 1990 | 1999 | 2006 | 2013 |
| Einwohner                 | 533  | 502  | 391  | 391  | 349  | 320  | 304  | 322  |
| Quelle: Cassini und INSEE |      |      |      |      |      |      |      |      |

## Sehenswürdigkeiten
Siehe auch: Liste der Monuments historiques in Puy-de-Serre

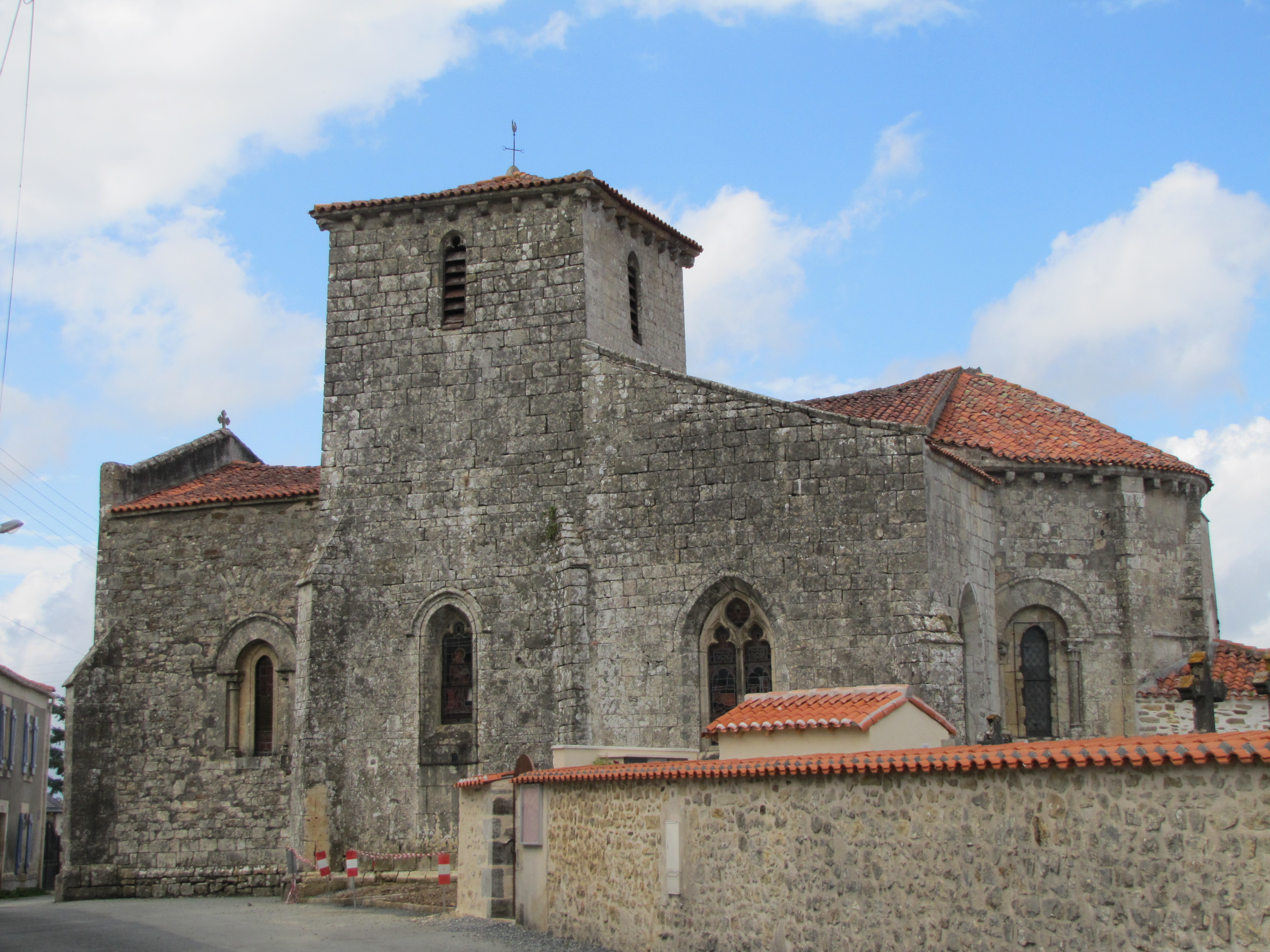
Kirche Saint-Loup

- Kirche Saint-Loup